# Marius Thé

Marius Thé (1903) mit Buchet-Motorrad

Thé führt Henri Contenet

Marius Antoine Thé  (* 24. September 1871 in Marseille; † 10. September 1915 in Saint-Pol-sur-Ternoise) war ein französischer Radrennfahrer, Schrittmacher und Motorradrennfahrer.
Marius Thé war Profi-Radrennfahrer von 1891 bis 1899 und galt als einer der besten Dauerfahrer auf Straße und Bahn. 1891 gewann er das Rennen Marseille–Avignon–Marseille und belegte 1892 den zweiten Platz bei Paris–St. Malo. 1896 wurde er Dritter bei Bordeaux–Paris – hinter den beiden Erstplatzierten Arthur Linton und Gaston Rivierre – und gewann 1897 Marseille–Nizza. Beim 24-Stunden-Rennen Bol d’Or wurde er 1899 Zweiter.
Nach seinem Rücktritt als Radrennfahrer wechselte Thé zu den Schrittmachern von Steherrennen. Er war einer der ersten, die eine motorisierte Führung versuchten (zu Beginn des Radsports fuhren Schrittmacher auf mehrsitzigen Fahrrädern), auch mit Elektroantrieb. Berühmt wurde er allerdings, weil er ab 1902 dem einsitzigen Führungs-Motorniederrad zum Durchbruch verhalf, was ihn zum „Vater des modernen Schrittmacherwesens“ machte. Thé war eine auffallende Erscheinung auf der Radrennbahn, mit einem martialischen Schnurrbart, der seine Schiebermütze vorzugsweise mit dem Schirm nach hinten trug. Einer seiner Standardpartner bei Steherrennen war der britische Radrennfahrer Tom Linton, mit dem er gemeinsam mehrere Stundenweltrekorde aufstellte.
Marius Thé fiel im Ersten Weltkrieg als Soldat an der Front.